# Pandineum setifer
Pandineum setifer är en mångfotingart som beskrevs av Chamberlin 1962. Pandineum setifer ingår i släktet Pandineum och familjen storjordkrypare. Inga underarter finns listade i Catalogue of Life.